# Jacques Hétu
Jacques Joseph Robert Hétu (Trois-Rivières, 8 augustus 1938 -  St. Hippolyte, 9 februari 2010) was een Canadese componist.

## Biografie
Hétu studeerde aanvankelijk Gregoriaanse zang aan de universiteit van Ottawa, terwijl hij aansluitend het Conservatoire de musique du Québec bezocht. Hier studeerde hij compositie, bij Clermont Pépin, harmonieleer bij Isabelle Delorme, contrapunt bij Jean Papineau-Couture, piano bij Georges Savaria en hobo bij Melvin Berman.
Nadat hij in 1959 een zomercursus volgde bij Lukas Foss aan het Berkshire Music Center in Tanglewood, kreeg hij in 1961 een Prix d'Europe, waarmee hij in Parijs kon gaan studeren. Hier werden Henri Dutilleux en Olivier Messiaen zijn leraren.
Terug in Canada werd hij verbonden aan de universiteit van Laval, waar hij tot 1977 bleef en de compositieklas oprichtte. Van 1977 tot 1979 doceerde hij aan de universiteit van Montreal en van 1979 tot 2000 aan die van Quebec.
Hétu ontwikkelde zich tot Canada's meest gespeelde componist. Ook buiten zijn vaderland werd zijn muziek regelmatig uitgevoerd.

## Werken
- Symfonie no. 1 voor strijkorkest, 1959
- Adagio en Rondo voor strijkkwartet, 1960
- Symfonie no. 2, 1961
- Sonate voor piano, 1962
- Petite suite voor piano, 1962
- Variations voor piano, 1964
- Quattre Pièces voor fluit en piano, 1965
- L'Apocalypse 'Fresque symphonique d'après saint Jean' voor orkest, 1967
- Double concerto voor viool, piano en kamerorkest, 1967
- Variations voor viool, 1967
- Quintette voor blazers, 1967
- Cycle voor piano en blazers, 1969
- Concert voor piano en orkest no. 1, 1969
- Passacaglia voor orkest, 1970
- Symfonie no. 3, 1971
- Strijkkwartet, 1972
- Les Clartés de la nuit voor sopraan en piano, 1972
- Fantaisie voor piano en orkest, 1973
- Les Djinns voor twee gemengde koren, piano en slagwerk, 1975
- Antinomie voor kamerorkest, 1977
- Aria voor piano en fluit, 1977
- Nocturne voor piano en klarinet, 1977
- Rondo varié voor viool, 1977
- Prélude et danse voor piano, 1977
- Incantation voor hobo en piano, 1978
- Lied voor hoorn en piano, 1978
- Elegie voor fagot en piano, 1979
- Concert voor fagot en orkest, 1979
- Au pays de Zom, Filmmuziek, 1980
- Mirages voor orkest, 1981
- Interlude voor orkest, 1982
- Les Abîmes du rêve voor bas en orkest, 1982
- Concert voor cello en orkest, 1983
- Ballade voor piano, 1984
- Sonate voor piano, 1984
- Quattre Interludes voor orgel, 1985
- Missa pro trecentesimo anno voor gemengd koor en orkest, 1985
- Variations voor orgel, 1986
- Symphonie concertante voor blaaswkintet en strijkorkest, 1986
- Suite voor gitaar, 1986
- Quattre Miniatures voor hobo, klarinet en fagot, 1987
- Concert voor Trompet en kamerorkest, 1987
- Images de la Révolution voor orkest, 1988
- Serenade voor fluit en strijkkwartet, 1988
- Les Illusions fanées voor gemengd koor, 1988
- Poème voor strijkorkest, 1989
- Concert voor Ondes Martenot en orkest, 1990
- Le Prix, Opera, 1992
- Scherzo voor strijkkwartet, 1992
- Symfonie no. 4, 1993
- Concerto pour guitare, 1993
- Concerto pour trombone, 1995
- Sonate pour violon et piano, 1996
- Sonate pour treize instruments, 1996
- Fantaisie voor piano, 1996
- Concerto pour marimba et vibraphone, 1997
- Sérénade Héroïque voor hoorn en orkest, 1998
- Concerto pour piano no. 2, 1999
- Passage für gemischten Chor a capella, 1999
- Hear My Prayer, O Lord voor gemengd koor, 2000
- Concerto pour orgue, 2000
- Faintaisie sur le nom de Bach voor fluit, 2000
- Triple Concerto voor piano, viool, cello en orkest, 2001
- Concerto pour hautbois et cor anglais, 2004
- Trio pour clarinette, violoncelle et piano, 2004
- Sextuor à cordes, 2004
- Impromptu voor piano, 2003
- Variations concertantes voor orkest, 2005
- Concert voor altviool en klein orkest, 2006
- Concert voor twee gitaren en orkest, 2007
- Sur les rives du Saint-Maurice, voor orkest, 2008
- Variations sur un thème de Mozart voor drie piano's en orkest, 2008
- Symfonie no. 5, 'Liberté' , 2009

- Bibliothèque nationale de France: cb124076830 (data)
- CiNii: DA09294283
- Gemeinsame Normdatei: 128773634
- International Standard Name Identifier: 0000 0000 8182 7624
- Library of Congress Control Number: n84141878
- Nationale Bibliotheek van Letland: 000297906
- MusicBrainz: 8f56febf-3dbc-4096-b5e3-28e20745b3f3
- Nationale Bibliotheek van Israël: 987007414181605171
- Nederlandse Thesaurus van Auteursnamen: 19726803X
- SNAC: w64b3msd
- Système universitaire de documentation: 175086850
- Virtual International Authority File: 114510171
- WorldCat: E39PBJxht8BC7g8GcFYYypKw4q